# Rogatnica
Rogátnica je desni in največji pritok Dravinje iz Haloz. Izvira tik pod prelazom Prevala (426 m), prek katerega pelje cesta Podlehnik–Rogatec, na jugovzhodnem vznožju Donačke gore. Sprva teče proti severovzhodu skozi Čermožiše in mimo Žetal, nato za kratek čas skozi ožji del doline proti severu do Dobrine. Od tu naprej nadaljuje tok proti severovzhodu do Kozmincev, tu pa se obrne bolj proti severu in teče skozi Stanošino ter mimo Podlehnika, pod vasjo Jurovci in nasproti Tržca pa se izliva v Dravinjo.
Porečje Rogatnice obsega precejšen del zahodnih Haloz, ki so skoraj v celoti zgrajene iz spodnjemiocenskih peskov, peščenjakov in peščene gline. Te kamnine so slabo odporne proti eroziji in ker so Haloze hkrati območje tektonskega dviganja, so v njih nastala strma do zelo strma pobočja, razrezana s številnimi kratkimi in ozkimi dolinami (grapami). Iz njih pritekajo kratki pritoki, ki imajo poleti in pozimi zelo malo vode; nekoliko večji so z leve strani Šerdinjščica, Globočec, Strganca in Dežnica ter z desne strani Maceljščica. V mehkejših kamninah je dolinsko dno ob Rogatnici razmeroma široko, ob iztokih stranskih pritokov pa so ti v glavno dolino nasuli nizke, a izrazite vršaje.
V zgornjem delu doline do iznad Žetal se je potok vrezal v pobočni material, ki so ga vode nanosile z obeh strani, izrazitejša naplavna ravnica se pojavi šele nekaj nad Žetalami. Tu se pojavi prva razširitev dolinskega dna v spodnjemiocenskih peskih in peščenjakih, a potok hitro zavije proti severu skozi kratko, a izrazito zožitev v oligocensko-miocenskih skrilavcih, med katerimi je na površju tudi manjša zaplata trših permskih apnencev. Od Dobrine navzdol je dolina Rogatnice spet širša, saj je naplavna ravnica mestoma široka več kot 200 m, najširši pa je spodnji del doline od Stanošine mimo Podlehnika do izliva, kjer je naplavna ravnica ponekod široka prek 300 m.
Struga Rogatnice je skoraj v celoti ohranjena v naravnem stanju. V najzgornejšem delu je do Čermožiš za več metrov vrezana v pobočni material, nato pa se ji močno zmanjša strmec in se začne živahno zvijati v drobnih vijugah po lastni naplavni ravnici. Kljub majhnemu strmcu se potok ob močnih padavinah za kratek čas spremeni v živahen hudournik in mestoma močno erodira ter tudi prestavlja svojo strugo. Močneje je bila struga preoblikovana le na krajših odsekih, npr. pri Dobrini in ponekod v spodnjem toku ob gradnji podravske avtoceste. K naravnemu izgledu struge prispeva tudi skoraj povsem sklenjen pas grmovnega in drevesnega rastlinja ob bregovih.
Zaradi majhnega strmca in ilovnatih naplavin je naplavna ravnica mestoma precej mokrotna in tudi izpostavljena hudourniškim poplavam. Ob sedanji strugi so ponekod ohranjeni še krajši mrtvi rokavi, prav tako gosto obraščeni, ki predstavljajo pomembne mokrotne habitate. Mokrotnejši deli naplavne ravnice so pretežno v travnikih, na manj vlažnih delih so tudi njive.
Rogatnica je večinoma majhen in miren vodotok, vendar podatki lepo razkrivajo njeno hudourniško naravo. V obdobju 2007–2018 so na vodomerni postaji Podlehnik I izmerili najmanjši pretok 0,013 m3/s (7. septembra 2011), kar pomeni, da je potok skorajda presahnil. Največji izmerjeni pretok v istem obdobju je znašal kar 29,4 m3/s (13. septembra 2014), ko se je potok za kratek čas na široko razlil po poplavni ravnici.
Ker dolinsko dno ob močnih padavinah zalijejo hudourniške poplave, je v njem še danes malo stanovanjskih in drugih objektov, saj so naselja že od nekdaj odmaknjena od potoka na nekoliko višje dolinsko obrobje, oziroma na vršaje pritokov. Ti so še danes aktivni, zaradi česar so nekatera bivališča ogrožena zaradi blatnih tokov, kar se je pokazalo tudi ob poletnem neurju v noči s 3. na 4. julij 1989. Takrat se je na strmih pobočjih v Halozah sprožilo več tisoč zemeljskih plazov, ki so se v dnu stranskih dolin spremenili v blatne tokove in ti so poškodovali številne hiše na vršajih in tudi v sami dolini Rogatnice.
Dolina ob Rogatnici je pomembna tudi s prometnega vidika. Po spodnjem delu doline poteka podravska avtocesta od Slivnice pri Mariboru do mejnega prehoda Gruškovje in se na hrvaški strani nadaljuje kot avtocesta A2 proti Zagrebu. Po celotni dolini poteka regionalna cesta Podlehnik – Žetale – Rogatec, ki je bila pomembna prometna povezava tudi že v preteklosti.